# Max von der Esch
Max Friedrich Wilhelm von der Esch (* 9. November 1853 in Nauleis; † 3. September 1935) war ein preußischer Generalleutnant.

## Leben

### Herkunft
Max war ein Sohn des preußischen Premierleutnants Gustav von der Esch (1822–1856) und dessen Ehefrau Pauline, verwitwete Manny, geborene Kornmann (1816–1892).

### Militärkarriere
Nach dem Besuch des Kadettenkorps wurde Esch am 18. Oktober 1871 als Sekondeleutnant dem 1. Hannoverschen Infanterie-Regiment Nr. 74 der Preußischen Armee überwiesen. Er absolvierte zur weiteren Ausbildung ab Oktober 1884 für drei Jahre die Kriegsakademie in Berlin und rückte bis Mitte Dezember 1887 zum Hauptmann und Kompaniechef auf. Unter Überweisung in den Generalstab der 4. Division erfolgte am 19. September 1891 seine Versetzung in den Generalstab der Armee. Ende Januar 1893 avancierte Esch zum Major, befand sich vom 21. April 1894 bis zum 15. Juni 1896 im Generalstab des VIII. Armee-Korps und trat anschließend mit der Ernennung zum Bataillonskommandeur im Infanterie-Regiment „Graf Bülow von Dennewitz“ (6. Westfälisches) Nr. 55 in den Truppendienst zurück. Mitte Juni 1899 zum Oberstleutnant befördert, wurde Esch Anfang des Folgemonats unter Stellung à la suite des Generalstabes der Armee zum 1. Direktionsmitglieds der Kriegsakademie ernannt. Zugleich war er dort als Militärlehrer tätig, erhielt Mitte Juni 1901 den Rang eines Abteilungschefs und wurde drei Monate später Oberst. Vom 22. April 1902 bis zum 21. April 1905 folgte eine Verwendung in Gnesen als Kommandeur des 6. Pommerschen Infanterie-Regiments Nr. 49. Anschließend als Kommandant nach Küstrin versetzt, erhielt Esch am 10. April 1906 den Charakter als Generalmajor. Mit der Verleihung eines Patents zu seinem Dienstgrad wurde er am 27. Januar 1909 zum Inspekteur der Landwehr-Inspektion Essen ernannt. Anlässlich des Ordensfestes erhielt Esch im Januar 1911 den Roten Adlerorden II. Klasse mit Eichenlaub sowie am 21. April 1911 den Charakter als Generalleutnant. In Genehmigung seines Abschiedsgesuches wurde er am 6. April 1912 mit der gesetzlichen Pension zur Disposition gestellt und mit dem Stern zum Kronen-Orden II. Klasse ausgezeichnet.
Während des Ersten Weltkriegs als z.D.-Offizier wiederverwendet, war Esch ab dem 23. September 1914 Kommandeur der 44. Reserve-Infanterie-Brigade, die am 24. März 1915 in 225. Infanterie-Brigade umbenannt wurde und an Westfront in Stellungskämpfen an der Aisne lag.

### Familie
Esch hatte sich am 3. Juli 1879 in Hannover mit Elisabeth Cammann (* 1856; † 1941), Tochter der Wilhelmine Ostermeyer und des Beamten August Cammann verheiratet. Aus der Ehe gingen die drei Söhne Alexander (* 1880; † 1972), Wolfram (* 1884; † 1962) und Kurt (* 1888; † 1956) hervor.